# Adolf Van Elstraete
Adolf Van Elstraete (Aalst, 10 juli 1862 – Tienen, 30 oktober 1939) was een Belgisch kunstschilder.

## Levensloop
Adolf Van Elstraete kreeg zijn opleiding te Leuven aan de Stedelijke Academie voor Schone Kunsten. Hij werkte vooral te Leuven – waar hij in de Vaartstraat nr. 22 woonde. Hij liet er zich inspireren door het oude stadscentrum, het Groot-Begijnhof, de Dijle-oevers en de nabije bossen. Hij schilderde ook interieurs, bloemen, stillevens en figuren (onder andere zuiderse vrouwentypes).
Van Elstraete was medestichter en voorzitter van de Cercle Royal Artistique/Koninklijke Kunstkring van Leuven. Van deze vereniging maakten verder deel uit: schilder René Dekeyser (1883-1936), etser Ferdinand Giele (1867-1929), schilder Ernest Faut (1879-1961) en beeldhouwer Antoine Jorissen (1884-1962). Léon François Van Buyten (1878-1955), was bestuurslid van de genoemde kring en heeft in de jaren 1920 heel wat foto's van zijn medeleden, hun werken en hun tentoonstellingen genomen, onder andere ook van Van Elstraete.
Van Elstraete kreeg een zilveren eremedaille toegekend op de wereldtentoonstelling van 1904 te Saint-Louis (Verenigde Staten), de zogenaamde "Louisiana Purchase Exposition".
In de periode 10 september tot 8 oktober 1914 tekende de kunstenaar de ruïnes van het bijna totaal uitgebrande stadscentrum van Leuven: het stadhuis en de Sint-Pieterskerk, de Grote Markt, de Kortestraat, de Oude Markt, de Universiteitshal, de Krakenstraat, het (herbouwde) Brouwershuis, de Tiensestraat, het Margarethaplein, de Diestsestraat, de Leopold Vanderkelenstraat, de voormalige Statiestraat (thans Bondgenotenlaan), de Vaartstraat, de Schrijnmakersstraat, de Pensstraat, de Mechelsestraat, de Brusselsestraat, de Parijsstraat en de Drinkwaterstraat.  De tekeningen en etsen die ook Alfred N. Delaunois (1875-1941), maakte van de puinen van zijn stad, ondanks het Duitse verbod. Ook voor Van Elstraete gold dat verbod. Maar het traumatiserende van deze ervaring was blijkbaar sterker dan een vijandelijk verbod.

## Tentoonstelling
Van 15 tot 29 oktober 1922 stelden Adolf Van Elstraete en René Dekeyser tentoon in de Zwarte Zustersstraat te Leuven. Dekeyser exposeerde stadsgezichten en plattelandse landschappen uit de omgeving (nrs. 36 à 52); Van Elstraete toonde een reeks stadsgezichten van vóór de vernieling: van 1914 "Oeuvres de la Série des Tableaux et Aquarelles du Vieux-Louvain" (nrs. 1 à 35), samen met lithografische bewerkingen ervan, én een "Série de dessins originaux et aquarelles.  Ruines de Louvain (1914)".